# محيي الدين زهير الفولي
محيى الدين زهير الفولي (8 يوليو 1937-) هو عالم مصري، عمل كأستاذ في الميكروبيولوجيا الإشعاعية بهيئة الطاقة الذرية المصرية، اختري في قائمة أعظم علماء الأرض، وهي قائمة تضم أفضل من أسهموا في تطوير مجال عملهم على مستوى العالم.

## حياته ونشأته
- ولد في مدينة الإسكندرية.
- حصل علي بكالوريوس كلية الزراعة جامعة الإسكندرية، يونيو عام 1958.
- ماجستير في ميكروبيولوجا الأراضي، عام 1967.
- دكتوراه في الميكروبيولوجيا التطبيقية، عام 1976.
- مدرس بهيئة الطاقة الذرية ديسمبر، عام 1976.
- أستاذ مساعد بهيئة الطاقة الذرية، يوليو عام 1982.
- أستاذ بهيئة الطاقة الذرية، يوليو عام 1987.

## مسيرته
- مهندس زراعى بقسم تحليل الاراضى (كيمائي وطبيعي وميكروبيولوجي لتحديد أفضل الطرق لتحسين الاراضى وزيادة خصوبتها) بوزارة الزراعة واستصلاح الأراضى من عام 1959حتى عام 1963.[3]
- عضو بالهيئة الاستشارية بقسم التخطيط لاختيار اولوية الاراضى المراد استصلاحها بوزارة الزراعة واستصلاح الأراضى من عام 1963حتى عام 1976.
- مدرس بقسم الأغذية والزراعة المركز القومى لبحوث وتكنولوجيا الإشعاع بهيئة الطاقة الذرية من عام 1976 حتى عام 1982.
- تأسيس والإشراف على وحدة ميكروبيولوجيا الأراضى بقسم الأراضى بمركز البحوث النووية بأنشاص بهيئة الطاقة الذرية من عام 1976حتى عام 1982.
- مؤسس ورئيس قسم تشعيع الأغذية بالمركز القومى لبحوث وتكنولوجيا الإشعاع من عام 1982 حتى عام 1983.
- مؤسس ورئيس قسم الميكروبيولوجيا الإشعاعية بالمركز القومى لبحوث وتكنولوجيا الإشعاع من عام 1983حتى عام 1995.
- وكيل شعبة التكنولوجيا الحيوية بالمركز القومى لبحوث وتكنولوجيا الإشعاع من عام 1995حتى يوليو 1996.
- أستاذ متفرغ بهيئة الطاقة الذرية من يوليو 1996 حتى يوليو 2006.
- أستاذ غير متفرغ بهيئة الطاقة الذرية من يوليو 2006 حتى الآن.